# Kazuhiro Suzuki
Kazuhiro Suzuki (鈴木 和裕 Suzuki Kazuhiro?, nacido el 16 de noviembre de 1976 en Tokio) es un exfutbolista japonés. Jugaba de defensa y su último club fue el Mito HollyHock de Japón.

## Trayectoria

### Clubes
| Club                | País  | Año         |
| ------------------- | ----- | ----------- |
| JEF United Ichihara | Japón | 1995 - 2000 |
| Kyoto Purple Sanga  | Japón | 2001 - 2006 |
| Mito HollyHock      | Japón | 2007 - 2009 |

## Palmarés

### Títulos nacionales
| Título             | Club               | País  | Año  |
| ------------------ | ------------------ | ----- | ---- |
| J2 League          | Kyoto Purple Sanga | Japón | 2001 |
| Copa del Emperador | Kyoto Purple Sanga | Japón | 2002 |
| J2 League          | Kyoto Purple Sanga | Japón | 2005 |